# ElgooG

elgooG是Google搜尋網站的水平翻轉版本（網站的標識亦是Google網站的水平翻轉版），網站的搜尋頁及搜尋結果均以水平翻轉的方式顯示。網站以Google網站作為惡搞對像，諷刺電腦學所指的鏡像（即一個網站的複製本或者備份版本）。網站由組織Fanny Pack所建立，網站Google參與其中。

## 外部連結
- 谷歌鏡像（页面存档备份，存于）
- Google Mirror（页面存档备份，存于）
- Underwater Google（页面存档备份，存于）
- Google Gravity（页面存档备份，存于）
- Dinosaur Game（页面存档备份，存于）
- Google Pac-Man（页面存档备份，存于）
- Google Zerg Rush（页面存档备份，存于）
- Space Invaders（页面存档备份，存于）
- Atari Breakout（页面存档备份，存于）
- elgooG（页面存档备份，存于）